# Sajókaza
Sajókaza là một thị trấn thuộc hạt Borsod-Abaúj-Zemplén, Hungary. Thị trấn này có diện tích 30,72 km², dân số năm 2010 là 3481 người, mật độ 113 người/km².